# 水戸市役所

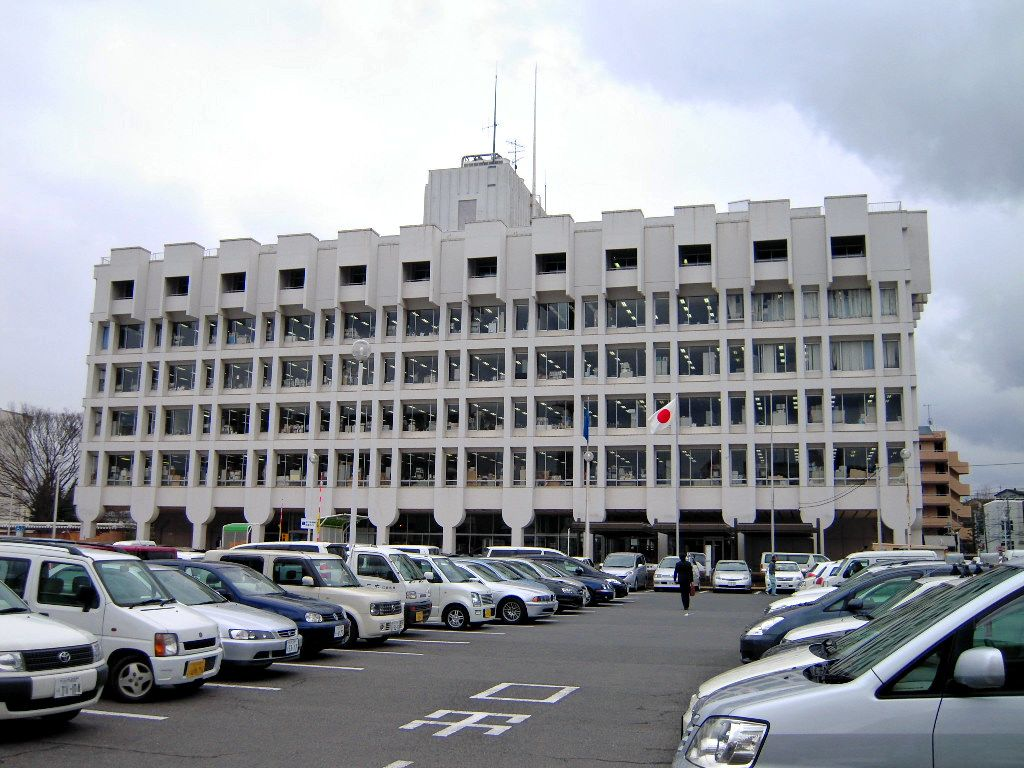
旧市庁舎

水戸市役所（みとしやくしょ）は、日本の普通地方公共団体（法人）である茨城県水戸市の執行機関としての事務を行う施設（役所）である。

## 概要
東北地方太平洋沖地震による東日本大震災で市役所庁舎が被災したことで、市は三の丸庁舎の駐車場北側に仮設庁舎を設置していたが、2018年11月に新市庁舎が竣工し、2019年1月より新市庁舎で業務を開始している。

### 沿革
- 1972年（昭和47年）8月15日 - 旧市庁舎（地上6階、地下1階、延床面積12,345.56 m2）竣工。
- 2011年（平成23年）3月11日 - 東日本大震災で被災（半壊[3]）。
- 2016年（平成28年）7月15日 - 東日本大震災で被災した庁舎の建て替えが開始。
- 2018年（平成30年）11月18日 - 新市庁舎竣工式典、市長の高橋靖、国交相の石井啓一らが出席[2][4]。
- 2018年（平成30年）11月26日 - 新市庁舎で一部業務開始[4]。
- 2019年（平成31年）1月4日 - 新市庁舎開庁式典、全体業務開始[4][5]。

## 窓口受付時間
- 午前8時30分～午後5時15分（土曜日・日曜日・祝日・年末年始は除く）

## アクセス
- 水戸駅（常磐線、大洗鹿島線、水郡線）南口より約800m（徒歩で10分）

## 本庁舎
| 階 | 概要 |
| -- | --- |
| 6F | 各常任委員会室、全員協議会室、議員控室、議会事務局、正副議長室 |
| 5F | 都市計画部長室、都市計画課、市街地整備課、公園緑地課、住宅課、農業環境整備課、農政課、観光振興課、商工政策課、産業経済部長室、情報政策課、スポーツ振興課、学校教育課、学校施設課、文化振興課、生涯学習課、教育企画課、教育長室 |
| 4F | 道路建設課、生活道路整備課、河川排水整備課、建築課、ごみ対策課、地域安全課、市民生活課、市民環境部長室、職員組合、下水道部長室、下水道管理課、建築指導課、道路河川管理課、建設政策室、建設部長室                               |
| 3F | 秘書課、支庁公室長室、政策企画課、地域振興課、情報政策課、広報公聴課、同和対策室、財政課、財務部長室、環境課、管財課、人事課、行政改革推進課、総務法制課、総務部長室、情報公開センター                                         |
| 2F | 収納対策課、市民税課、資産税課、生活福祉課、障害福祉課、介護保険課、高齢福祉課、子ども課、福祉総務課、保健福祉部長室 |
| 1F | 市民課、国保年金課、衛生管理課、出納課、総合案内、市民相談室 |

## 支所・出張所
- 水戸市役所 内原支所（水戸市内原町1395-1）
  - 下水道工事第1・2事務所、市民課（総務係）、都市整備課
  - 市民課（窓口係）、産業振興課、建設課、農業委員会事務局
- 水戸市役所 赤塚出張所（水戸市大塚町1851-5）
- 水戸市役所 常澄出張所（水戸市大串町2134）
  - 選挙管理委員会事務局、監査委員事務局

## 市民センター
概要
公民館と市民センター（各証明書発行などの窓口業務）が併設しているため、市民のコミュニティ活動、子育て支援、高齢者健康増進、多世代交流、生涯学習などの拠点施設となっている。
所在地
| 名称                 | 所在地               | 備考                                           |
| -------------------- | -------------------- | ---------------------------------------------- |
| 三の丸市民センター   | 水戸市三の丸1-6-60   |                                                |
| 五軒市民センター     | 水戸市五軒町1-6-48   |                                                |
| 竹隈市民センター     | 水戸市柳町2-5-8      |                                                |
| 渡里市民センター     | 水戸市堀町466-7      | 市税、その他の収納なども取扱い可能。           |
| 上中妻市民センター   | 水戸市大塚町1157-1   |                                                |
| 緑岡市民センター     | 水戸市見川町2563     | 市税、その他の収納なども取扱い可能。           |
| 見和市民センター     | 水戸市見和2-250-4    |                                                |
| 双葉台市民センター   | 水戸市双葉台2-1-5    |                                                |
| 常磐市民センター     | 水戸市上水戸4-7-24   |                                                |
| 寿市民センター       | 水戸市平須町1636     |                                                |
| 石川市民センター     | 水戸市石川2-4243     |                                                |
| 上大野市民センター   | 水戸市吉沼町1765-3   | 市税、その他の収納なども取扱い可能。           |
| 飯富市民センター     | 水戸市飯富町4449-8   | 市税、その他の収納なども取扱い可能。           |
| 城東市民センター     | 水戸市城東3-1-47     |                                                |
| 吉田市民センター     | 水戸市元吉田町1736-5 | 市税、その他の収納なども取扱い可能。           |
| 新荘市民センター     | 水戸市新荘2-11-2     |                                                |
| 千波市民センター     | 水戸市千波町1396-4   |                                                |
| 柳河市民センター     | 水戸市柳河町673-1    | 市税、その他の収納なども取扱い可能。           |
| 笠原市民センター     | 水戸市笠原町358-5    |                                                |
| 酒門市民センター     | 水戸市酒門町1374-6   | 市税、その他の収納なども取扱い可能。           |
| 見川市民センター     | 水戸市見川2-179-1    |                                                |
| 国田市民センター     | 水戸市下国井町1212-4 | 市税、その他の収納なども取扱い可能。           |
| 赤塚市民センター     | 水戸市河和田3-2329-3 |                                                |
| 吉沢市民センター     | 水戸市吉沢町243-3    |                                                |
| 堀原市民センター     | 水戸市新原1-9-16     |                                                |
| 山根市民センター     | 水戸市全隈町78-1     | 市税、その他の収納などの取扱は水・金曜日のみ。 |
| 大場市民センター     | 水戸市大場町2283-1   | 市税、その他の収納などの取扱は水・金曜日のみ。 |
| 稲荷第二市民センター | 水戸市栗崎町1695-4   | 市税、その他の収納などの取扱は水・金曜日のみ。 |
| 下大野市民センター   | 水戸市下大野町6094-1 | 市税、その他の収納などの取扱は水・金曜日のみ。 |